# Peter Blake (navigateur)
Pour les articles homonymes, voir Peter Blake et Blake.
Peter Blake, né le 1er octobre 1948 à Auckland (Nouvelle-Zélande) et mort le 6 décembre 2001 à Macapá (Brésil), est un navigateur néo-zélandais, compétiteur de haut-niveau en voile. Sur le yacht Enza New Zealand avec son co-skipper Robin Knox-Johnson, Blake a dominé le Trophée Jules Verne, en réalisant la navigation sans escale la plus rapide du monde à la voile en un temps de 74 jours, 22 heures, 17 minutes et 22 secondes. Il a remporté, entre autres, la prestigieuse Coupe de l'America pour la Nouvelle-Zélande, ce qui lui a valu l'anoblissement par la reine d'Angleterre.

## Son palmarès
Peter Blake est le seul navigateur ayant participé, de 1974 à 1990, aux 5 premières éditions de la Whitbread, course autour du monde en équipage par étape aujourd'hui renommée Volvo Ocean Race, d'abord comme équipier, puis comme skipper et il remporta la course en 1990 à bord de Steinlager 2, un ketch avec 15 équipiers.
Il remporte, en 1994, un nouveau succès dans sa participation au Trophée Jules-Verne. En équipage sur le catamaran Enza New Zealand, il établit le record de 74 jours, 22 heures, 17 minutes et 22 secondes.
Devenu un capitaine renommé, il participe au  challenge de l'équipe de Nouvelle-Zélande dans la Coupe de l'America en 1995. Le bateau néo-zélandais NZL 32 se hisse en finale des challenger, et remporte la victoire devant Young America. En 1999, les Néo-Zélandais renouvellent le défi, cette fois-ci dans la position du defender, avec le NZL-60, et font appel à Peter Blake pour prendre la direction de course de l'équipe ; ils remportent une nouvelle fois la prestigieuse coupe sur le plan d'eau d'Auckland, Peter Blake devient un héros national et est anobli par la reine d'Angleterre.

## Fin tragique

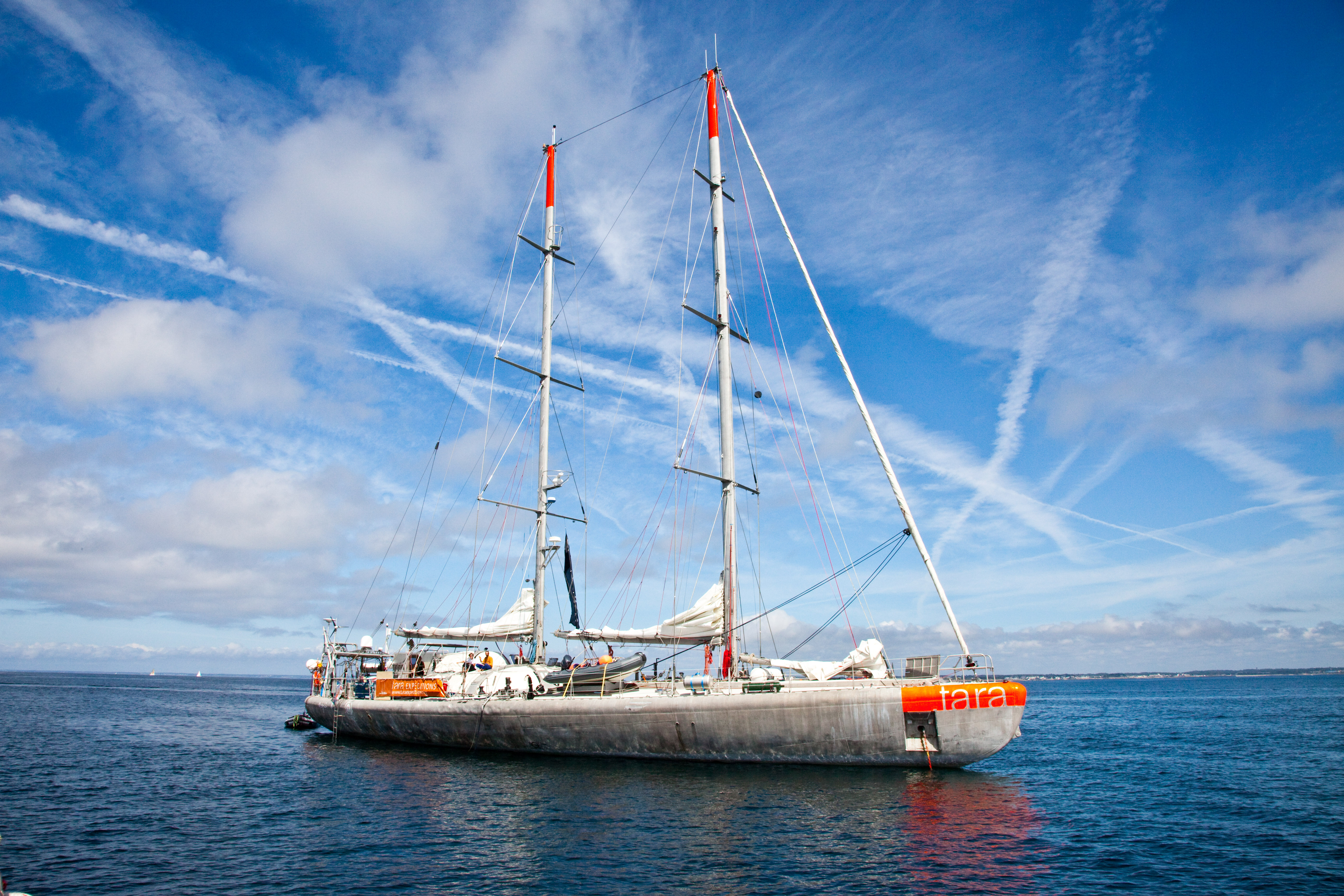
Le Tara le 23 août 2009 devant Port Lay, Île de Groix.

Sir Peter Blake, âgé de 53 ans, s'était retiré des courses nautiques et se consacrait désormais à des études environnementales.
Le 5 décembre 2001, à bord de son bateau Seamaster (anciennement l'Antarctica de Jean-Louis Étienne et actuellement le Tara), il se trouve en mission dans l'estuaire de l'Amazone avec ses collaborateurs quand il est attaqué par un groupe de pirates. Peter Blake est tué et deux membres d'équipage blessés. Les pirates, arrêtés par la suite, ont été condamnés à 32 ans de prison.
L'émotion causée par cette fin tragique est grande ; en 2002, Sir Peter Blake est décoré à titre posthume de l'Ordre olympique décerné par le Comité international olympique.